# Andrzej Przerada
Andrzej Przerada (ur. 29 marca 1968 r. w Częstochowie) – polski piłkarz, pomocnik.

## Kariera piłkarska
Karierę rozpoczął w Lubuszaninie Trzcianka. W 1990 roku przeniósł się do Olimpii Poznań, w której zagrał 69 spotkań i strzelił 5 goli. W 1992 roku trafił do Warty Poznań, w której nie rozpoczął ani jednego meczu. Po sezonie przeniósł się do Sokoła Pniewy. W 1995 roku podpisał kontrakt z Petrochemią Płock. W tym zespole także nie zagrzał miejsca, przenosząc się w 1997 roku do Amiki Wronki. Tam osiągnął najwięcej sukcesów, zdobywając dwa razy Puchar Polski i dwa razy Superpuchar Polski. W Amice rozegrał 42 spotkania i zdobył 2 gole. W 2000 roku został przesunięty do rezerw, a w 2001 roku sprzedany do Lecha Poznań.
Od 2002 roku grał w niższych ligach, w zespołach takich, jak: Noteć Rosko, Nielba Wągrowiec, Lubuszanin Trzcianka, Polonia Chodzież, Arto Trzcianka czy Zryw Sypniewo.
W 2009 roku zakończył karierę.

## Sukcesy
Amika Wronki:
- Puchar Polski: 1997/1998 i 1998/1999
- Superpuchar Polski: 1999 i 2000